# Ronde van Corsica
De Ronde van Corsica is een voormalige meerdaagse wielerwedstrijd die tussen 1971 en 1982 als profwedstrijd plaatsvond.

## Geschiedenis
De eerste editie van de wedstrijd was in 1920, toen nog alleen voor amateurs. De georganiseerde edities tot en met 1958 waren enkel toegankelijk voor amateurs, de eerste editie voor profs vond plaats in 1971. Tussen 1972 en 1974 verdween de wedstrijd van de kalender, maar keerde per 1975 weer terug. De laatste editie van de Ronde van Corsica voor profs vond plaats in 1982. In 1985 maakte de wedstrijd een doorstart, maar dan wederom enkel voor amateurs en in latere jaren waren alleen belofterenners toegestaan. Per 2014 hield de wedstrijd geheel op te bestaan.
De wedstrijd kende twee Belgische etappewinnaars; te verstaan Freddy Maertens en Jean-Luc Vandenbroucke. Joop Zoetemelk behaalde in 1979 zijn derde ritzege, hij zou de enige Nederlander blijken die etappes won op Corsica.

## Lijst van winnaars
| Jaar      | Eerste                 | Tweede            | Derde             |
| --------- | ---------------------- | ----------------- | ----------------- |
| 1971      | Alain Santy            | Pierre Martelozzo | Christian Raymond |
| 1972-1974 | Niet verreden          | Niet verreden     | Niet verreden     |
| 1975      | Miguel María Lasa      | Guy Sibille       | Michel Laurent    |
| 1976      | Michel Laurent         | Valerio Lualdi    | Patrick Perret    |
| 1977      | Régis Ovion            | Patrick Béon      | Roger Legeay      |
| 1978      | Michel Laurent         | Gilbert Chaumaz   | Joaquim Agostinho |
| 1979      | Sven-Åke Nilsson       | Christian Jourdan |                   |
| 1980      | Gilbert Duclos-Lasalle | Michel Laurent    | Joaquim Agostinho |
| 1981      | Stephen Roche          | Michel Laurent    | Bernard Hinault   |
| 1982      | Bernard Hinault        | Pascal Simon      | Greg Lemond       |

### Overwinningen per land
| Overwinningen | Land                    |
| ------------- | ----------------------- |
| 6             | Frankrijk               |
| 1             | Ierland, Spanje, Zweden |